# 纖維蛋白
纖維蛋白（fibrin，Factor Ia）又稱血纖蛋白、血纖維蛋白，是凝血酶裂解纤维蛋白原产生的终末产物，为一種參與血液凝固的纖維狀、非球狀蛋白質。凝血酶作用在纖維蛋白原上，先使其變成纖維蛋白單體，接著聚合而形成纖維蛋白。纖維蛋白與血小板在傷口處形成止血栓子或血塊。
纖維蛋白在以下生物過程中都需要使用：信息傳遞、血液凝固、血小板活性化及蛋白质聚合。